# Choeradodinae
Sous-famille
Les Choeradodinae sont une sous-famille d'insectes de la famille des Mantidae (mantes).   

## Répartition
Les espèces de cette sous-famille se rencontrent dans les zones néotropicale et orientale et plus précisément en Asie du Sud-Est et dans une zone allant du sud du Mexique au nord de l'Amérique du Sud en passant par l'Amérique centrale.

## Description
Le prothorax est dilaté sur toute sa longueur.

## Taxinomie

### Historique et dénomination
Si l'entomologiste britannique William Forsell Kirby semble être le premier à avoir utilisé la dénomination Choeradodinae en 1904, la paternité de cette sous-famille est attribuée à l'entomologiste suisse Henri de Saussure qui l'a décrite en 1869, sous le protonyme Choeradodites.

### Publication originale
- Saussure, H., de. 1869. Essai d’un système des Mantides. Mittheilungen der Schweizerischen entomologischen Gesellschaft, 3(2): 49-73.

### Liste des genres
Cette sous-famille contient deux genres, : 
- Asiadodis Roy, 2004[5]
- Choeradodis Audinet-Serville, 1831[4],[5]

### Articles liés
- Mantidae
- Liste des genres et des espèces de mantes